# Таранов Владислав Вікторович
Владислав Вікторович Таранов (нар. 22 вересня 1972, Севастополь, УРСР) — український футболіст, виступав на позиції півзахисника.

## Життєпис
Народився 22 вересня 1972 року у Севастополі. Проте мешкав в Інкермані, де його батько отримав квартиру. Брат-близнюк Володимир, також як і Владислав, згодом став футболістом.
Тренувався у місцевій команді «Бригантина» під керівництвом Володимира Малярова. Пізніше грав за молодіжну команду «Колос», де його гру помітили представники «Чайки-2», яка виступала у чемпіонаті Севастополя. Від туди головний тренер Василь Борис запросив до основної команди «Чайки», де й розпочав кар'єру.
На професійному рівні дебютував 3 квітня 1993 року у матчі Другої ліги України проти київського ЦСК ЗСУ (4:3). За підсумками сезону 1993/94 років став найкращим бомбардиром команди в лізі, відзначився 13-ма голами. 1994 року нетривалий період перебував у тернопільській «Ниві», у складі якої провів одну гру у Вищій лізі України проти луганської «Зорі» (3:1). З 1995 по 1998 рік був гравцем нікопольського «Металурга», який виступав у Першій лізі України. Влітку 1999 року повернувся до Севастополя, де приєднався до «Чорноморця» з Другої ліги. 2000 року перейшов до СК «Херсон», але за команду провів лише один поєдинок у Кубку України. Згодом грав у чемпіонаті Краснодарського краю за «Хімік» із Бєлорєченська.
Другу половину сезону 2001/02 років провів у «Чайці-ВМС», а після її заміни на ПФК «Севастополь» відіграв ще півроку за новий клуб. Після цього на професійному рівні не виступав. 2003 року грав сімферопольську «Таврику» в аматорському кубку України. З 2005 по 2006 рік захищав кольори КАМО із Севастополя у чемпіонаті Криму.
З командою ГВЕМ став бронзовим призером чемпіонату України з пляжного футболу 2003 року.

## Статистика виступів
| Клуб          | Сезон   | Ліга               | Ліга  | Ліга | Кубок | Кубок |
| Клуб          | Сезон   | Дивізіон           | Матчі | Ліга | Матчі | Ліга  |
| ------------- | ------- | ------------------ | ----- | ---- | ----- | ----- |
| «Чайка»       | 1992/93 | Друга ліга України | 14    | 4    |       |       |
| «Чайка»       | 1993/94 | Друга ліга України | 42    | 13   | 1     | 0     |
| «Чайка»       | 1994/95 | Друга ліга України | 20    | 5    | 1     | 0     |
| «Нива»        | 1994/95 | Вища ліга України  | 1     | 0    |       |       |
| «Металург»    | 1994/95 | Перша ліга України | 19    | 4    |       |       |
| «Металург»    | 1995/96 | Перша ліга України | 36    | 7    | 2     | 0     |
| «Металург»    | 1996/97 | Перша ліга України | 9     | 0    | 2     | 1     |
| «Металург»    | 1997/98 | Перша ліга України | 23    | 0    | 4     | 2     |
| «Металург»    | 1998/99 | Перша ліга України | 14    | 1    | 4     | 0     |
| «Чорноморець» | 1999/00 | Друга ліга України | 9     | 0    |       |       |
| «Херсон»      | 1999/00 | Друга ліга України | 0     | 0    | 1     | 0     |
| «Чайка-ВМС»   | 2001/02 | Друга ліга України | 16    | 4    |       |       |
| «Севастополь» | 2002/03 | Друга ліга України | 5     | 0    | 1     | 0     |
| Загалом       | Загалом | Загалом            | 208   | 38   | 16    | 3     |